# Yêda Schmaltz
Yêda Oscarlina Schmaltz (Tigipió, Pernambuco, 8 de novembro de 1941) foi uma poetisa brasileira. Faleceu na cidade de Goiânia, em 10 de maio de 2003.

## Biografia
Nasceu em Pernambuco, mas aos dois anos de idade mudou-se com a família para Goiás, passando a residir na cidade de Ipameri. Graduou-se em Letras e em Direito. Foi Professora do Instituto de Artes da Universidade Federal de Goiás.
Yêda participou da fundação do Grupo de Escritores Novos (GEN), em 1960. É patrona da cadeira 24 da Academia Goianiense de Letras.
Foi uma das poetas mais prolíficas de Goiás, publicando dezesseis livros de poesia (além de dois livros de contos e um de ensaios).

## Obras
Seguem-se abaixo as obras publicadas pela autora:
- Caminhos de mim (poesia) - Goiânia,  Escola Técnica Federal de Goiás, 1964;
- Tempo de Semear (poesia) - Goiânia, Cerne, 1969;
- Secreta ária (poesia) - Goiânia, Cultura Goiana, 1973;
- Poesias e contos bacharéis II (antologia, c/ Teles, J. Mendonça e Jorge, Miguel) - Goiânia, Oriente, 1976;
- O peixenauta (poesia) - 1ª edição, Goiânia, Oriente, 1975; 2ª edição, Goiânia;
- Anima - 1983;
- A alquimia dos nós (poesia) - Goiânia, Secretaria da Educação e Cultura, 1979;
- Miserere (contos) - Rio de Janeiro, Antares,1980;
- Os procedimentos da arte (ensaio) - Goiânia, UFG, 1983;
- Anima mea (seleção de poemas) - Goiânia, Anima, 1984;
- Baco e Anas brasileiras (poesia) - Rio de Janeiro, Achiamé, 1985;
- Atalanta (contos) - Rio de Janeiro, José Olympio, 1987;
- A ti Áthis (poesia) - Goiânia, Sec. Cultura e Prefeitura, 1988;
- A forma do coração (poesia) - Goiânia, Cerne, 1990;
- Poesia (antologia poética) - Oficina Literária da Funpel (xerox), Goiânia,1993;
- Prometeu americano (poesia) - Goiânia, Kelps, 1966;
- Ecos (poesia) - Goiânia, Kelps, 1966;
- Rayon  (poesia) - Goiânia, Cerne / Funpel, 1997;
- Vrum  (poesia) - Goiânia, Edição da autora, 1999;
- Chuva de ouro (poesia) - Goiânia, Cegraf/UFG, 2000;
- Urucum e alfenins - Poemas de Goyaz - Goiânia, Cegraf/UFG, 2002.